# Friedrich August Burgmüller
Friedrich August Burgmüller (* 3. Mai 1760 in Magdeburg; † 21. August 1824 in Düsseldorf) war ein deutscher Pianist, Kapellmeister und Dirigent sowie erster städtischer Musikdirektor in Düsseldorf und Mitgründer der Niederrheinischen Musikfeste. Er ist der Vater der Komponisten Friedrich Burgmüller und Norbert Burgmüller.

## Leben und Wirken

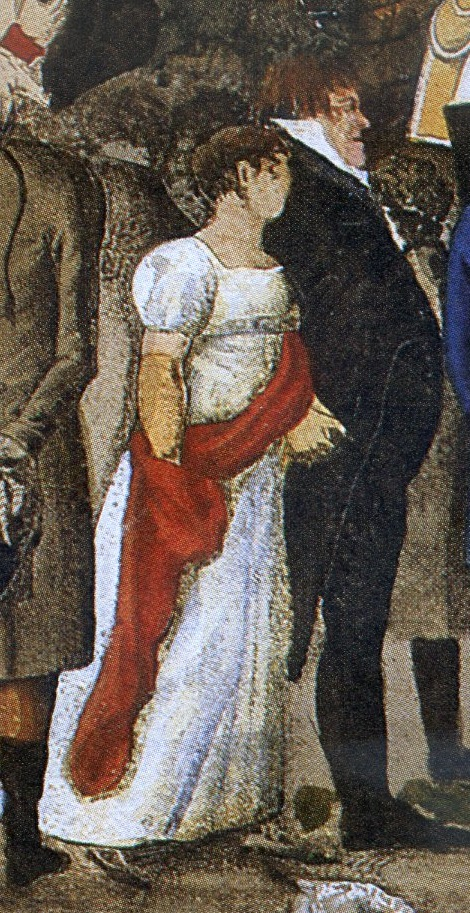
Therese und August Burgmüller als Zuschauer beim Einzug Napoleons in Düsseldorf am 3. November 1811, kolorierter Stich von Johann Petersen (Auszug); Stadtmuseum Düsseldorf

Burgmüller wurde am 3. Mai 1760 in Magdeburg geboren und am 6. Mai auf die Namen „Anton Friedrich“ getauft. In der älteren Literatur lauten die Vornamen auch „Friedrich August“ bzw. „Johann August Franz“, letzteres in den meisten handschriftlichen Quellen. Er selbst unterschrieb sich meist kurz mit „August Burgmüller“. Sein Vater war Johann Christian Burgmüller (1734–1776), Organist am Magdeburger Dom, der ihn im Klavierspiel unterrichtete. Ab 1783 studierte Burgmüller in Leipzig und Erfurt, brach das Studium aber 1785 ab und ging von Erfurt nach Weimar zur dortigen Theatertruppe des aus Graz stammenden Prinzipals Joseph Bellomo (eigentl. Joseph Edler von Zambiasi, 1752/54–1833). Burgmüller wirkte dort als Kapellmeister, aber auch als Schauspieler, und komponierte für die Truppe ein Singspiel und eine Bühnenmusik.
Bereits im Herbst 1786 wechselte er zu Gustav Friedrich Großmann und dessen Mitdirektor Christian Wilhelm Klos an deren neu gegründetes Theaterunternehmen nach Köln, mit dem er auch in Düsseldorf und Bonn gastierte. Zuletzt leitete Klos die Truppe allein und führte sie im Juli 1788 in Aachen in den Konkurs. Aus dem herausragenden Ensemble ging das sogenannte Bonner Nationaltheater hervor, das von Kurfürst Maximilian Franz mit 15.000 Reichstalern jährlich subventioniert und am 3. Januar 1789 eröffnet wurde. Zusammen mit anderen Mitgliedern der Klosschen Truppe – darunter Christiane Keilholz, Carl Demmer, Joseph Lux, Johann Baptist Spitzeder und Heinrich Vohs – ging auch Burgmüller nach Bonn und wurde dort Kapellmeister. Sein Theaterorchester bestand im Wesentlichen aus Musikern der Bonner Hofkapelle, unter ihnen der damals 18-jährige Ludwig van Beethoven, der Viola spielte. Beethoven erhoffte sich von Burgmüller offenbar eine Aufführung seiner Josephskantate WoO 87, denn dieser schrieb am 16. Juni 1790 an den Hofkammerrat und Musikliebhaber Clemens August von Schall:

„Im musikalischen Fache hat Bethof eine Sonate auf den Tod Josephs II  – der Text ist vom Averdonk  – so vollständig verfertigt, daß sie nur von einem hiesigen ganzen, oder deßgleichen Orchester aufgeführt werden kann.“

Der launige Brief enthält noch zahlreiche Neuigkeiten aus dem Bonner Kulturleben, aber auch in Bonn hielt es Burgmüller nicht lange aus. Noch im selben Jahr wechselte er an das Nationaltheater in Mainz. Nach der französischen Besatzung der Stadt im Jahre 1792 ging er nach Düsseldorf, wo er sich als Klavierlehrer niederließ. Hier lernte er seine Schülerin und spätere Ehefrau Therese von Zandt kennen. Als im Oktober 1794 auch Düsseldorf französisch besetzt wurde, verlor er sie für viele Jahre wieder aus den Augen.
Burgmüller floh wieder nach Mainz und übernahm dort die musikalische Leitung verschiedener Schauspieltruppen um Friedrich Wilhelm Hunnius und Johann Ludwig Büchner. Mit den beiden Truppen spielte er auch in Aachen, Köln und Düsseldorf.
Aufgrund einer Suchanzeige, die Therese von Zandt am 9. November 1803 in der Leipziger Allgemeinen Musikalischen Zeitung veröffentlichte, verließ Burgmüller das Rheinland und reiste im August 1804 nach Regensburg, wo er seine einstige Verlobte wiedersah und am 13. Mai 1805 heiratete. Burgmüller erhielt in Regensburg auf Empfehlung des Geheimen Staatsrates Karl Christian Ernst von Bentzel-Sternau die Stelle des Musikdirektors am neu errichteten Theater Regensburg. Daneben gründete er dort die erste deutsche Schauspielschule, maßgeblich unterstützt von dem einflussreichen Kurfürsten und Reichserzkanzler Karl Theodor von Dalberg. Burgmüllers Übersiedlung nach Regensburg ist vermutlich damit zu erklären, dass Thereses Vater die Liaison mit dem Musiker nach Kräften hintertrieben hatte, so dass ein Zusammenleben der beiden nur im „Exil“ möglich war.
Nachdem Burgmüllers Schwiegervater am 18. März 1807 in Düsseldorf gestorben war, konnte die Familie Burgmüller Regensburg verlassen und in Düsseldorf, wo sie im Juli 1807 eintraf, sesshaft werden. Burgmüller nahm in der Stadt zunächst eine Stelle als Kapellmeister am Bergischen Theater an und wurde am 26. August 1807 Mitgründer der Düsseldorfer Musikakademie, eines Vereins, der gewissermaßen die Geburt des bürgerlichen Musiklebens in Düsseldorf markiert. Am 21. August 1812 erfolgte seine Ernennung zum städtischen Musikdirektor. Darüber hinaus war er auch für die Kirchenmusik in St. Maximilian und St. Lambertus zuständig und unterrichtete am Düsseldorfer Gymnasium. Der spätere Dichter Heinrich Heine war einer seiner Schüler. Vier Jahre später machte Burgmüller mit der Uraufführung des Oratoriums „Die Glocke“ von Andreas Romberg auf sich aufmerksam. 1817 nahm er mit seinem Orchester an einer erfolgreichen Konzertveranstaltung in Elberfeld teil, im Verlauf derer er gemeinsam mit dem Elberfelder Musikdirektor Johannes Schornstein den Entschluss fasste, diese Veranstaltung fortan regelmäßig durchzuführen. Auf Initiative von Burgmüller schlossen sich nach diesem ersten Erfolg verschiedene Düsseldorfer Musikvereine zum „Verein für Tonkunst“ und 1818 zum Städtischen Musikverein e. V. unter seiner Führung zusammen, aus dem sich später die Düsseldorfer Symphoniker entwickelten. Diese veranstalteten noch zu Pfingsten desselben Jahres das offizielle 1. Niederrheinische Musikfest in Düsseldorf unter Burgmüllers Festspielleitung. Das Fest war wieder ein durchschlagender Erfolg, und so entschieden sich die beiden Musikdirektoren für die Beibehaltung dieser Veranstaltung alljährlich zu Pfingsten im Wechsel zwischen Elberfeld und Düsseldorf. 1821 kam die Stadt Köln hinzu, wohingegen Elberfeld mit einer letzten Veranstaltung 1827 ausschied, da die Stadt dem Ansturm an Musikern und Gästen logistisch nicht mehr gewachsen war. Dafür sprang 1825 Aachen ein. Auch die folgenden Musikfeste in Düsseldorf in den Jahren 1820 und 1822 sowie in Köln 1821 standen unter seiner Leitung, und Burgmüller befand sich auf dem Höhepunkt seines Ruhmes. Zwischenzeitlich unternahm er 1819 als Pianist und Dirigent noch eine erfolgreiche Konzertreise mit der Sopranistin Angelica Catalani durch West- und Norddeutschland.

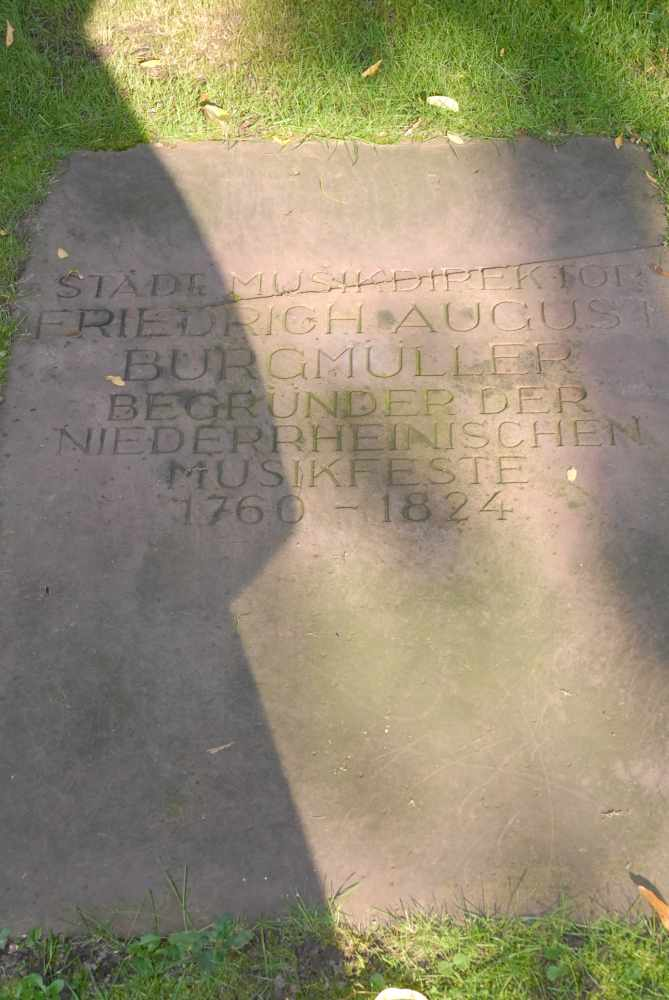
Grabplatte Friedrich August Burgmüller auf dem Golzheimer Friedhof

Ein halbes Jahr nach seiner letzten Festspielleitung in Düsseldorf, 1822, wurde er aus unerklärlichen Gründen von den Theaterdirektoren Josef Derossi und Wolf gekündigt, was bei Burgmüller zu schweren finanziellen Einbußen führte, in deren Folge er ernsthaft erkrankte. Von diesem Leiden erholte er sich nicht mehr und starb schließlich am 21. August 1824. Er wurde auf dem Golzheimer Friedhof beigesetzt. Nach seinem Tod wurde zugunsten seiner Familie ein Benefizkonzert ausgerichtet. Die Düsseldorfer dankten ihm nachträglich 1949 für seine Verdienste mit einer neuen Grabplatte und der Inschrift: „Städtischer Musikdirektor Friedrich August Burgmüller, Begründer der Niederrheinischen Musikfeste, 1760–1824.“ Seine beiden Söhne Friedrich Burgmüller und Norbert Burgmüller wurden ebenfalls angesehene Pianisten und Komponisten, wobei Norbert trotz seines kurzen Lebens der talentiertere und erfolgreichere Musiker wurde und in die Fußstapfen seines Vaters trat. Er spielte in der Düsseldorfer Musikszene ebenfalls eine herausragende Rolle.

## Schüler
Zu Burgmüllers Schülern gehörten unter anderem:
- Christian Friedrich Michaelis,
- Gertrude van den Bergh und
- Charlotte Horn.[4]

## Trivia
- Clemens Brentano, der Burgmüller im Herbst 1802 in Düsseldorf traf, arbeitete mit diesem an einer Vertonung seines Singspiels Die lustigen Musikanten, die aber nicht zustande kam. In einem Brief an Friedrich Carl von Savigny, geschrieben am 15. Dezember 1802, nennt Brentano den „Musicus Burgmüller ein verschmutztes Genie“.[5]
- Burgmüller war offenbar auch entfernt mit der Familie von Heinrich Heine bekannt, der am 25. Oktober 1833 aus Paris an seine Mutter Betty Heine schrieb: „ich bin in Sicherheit überall, bin leidenschaftslos, ruhig, – und bekomme einen dicken Bauch wie der Burgmüller.“[6]

## Werke (Auswahl)
- Schauspielmusik zu Macbeth, Weimar 1785, verschollen
- Das hätt ich nicht gedacht (Libretto: Christian August Vulpius), Singspiel, Weimar 1785/86, verschollen
- Ariette In questa tomba oscura (Text: Giuseppe Carpani), ca. 1805
- Vier Gesänge (Texte: Theodor von Haupt), ca. 1818 (Digitalisat)
- Frühlingslüftchen, Düsseldorf: Comtoir der National-Industrie, um 1818 (Digitalisat)
- Cantate zur Feier des fünfzigjährigen Amts-Jubiläums des Herren Pfarrers und Consistorialraths Hartmann in Düsseldorf am 17. Oktober 1823 / von J. F. Wilhelmi. Musik von Burgmüller. Düsseldorf: Dänzer, 1823 (Digitalisat des Librettos)